# Синодальный отдел по монастырям и монашеству
Синодальный отдел по монастырям и монашеству — подразделение Священного синода Русской православной церкви.
Осуществляет функции координирующего и контролирующего органа в случаях выработки и рецензирования внутренних и гражданских уставов монастырей, при решении административных и юридических вопросов, связанных с возвращением Церкви монастырских зданий и сооружений, в ходатайстве перед государственными органами с целью оказания монастырям помощи в проведении восстановительных работ, при разборе конфликтных ситуаций в монастырях и личных дел монашествующих по представлениям епархий с ведома и по благословению Патриарха Московского и всея Руси.

## История
В мае 1917 года при Святейшем Синоде была создана Комиссия по делам монастырей и монашества, которую возглавил архиепископ Сергий (Страгородский). Комиссия занялась подготовкой нового всероссийского съезда монашествующих. В результате в Троице-Сергиевой Лавре созвали Всероссийский съезд учёного монашества (7 — 14 июля 1917) и съезд представителей от монастырей (16 — 23 июля 1917). Предсоборный совет, работая над материалами по монастырям и монашеству, учитывал итоговые резолюции этих съездов.
27 октября 1990 года решением Священного синода Русской православной церкви для оказания возрождающимся обителям содействия и помощи в устроении внутренней монашеской жизни была образована синодальная комиссия по делам монастырей.
31 мая 2010 года Священный синод Русской православной церкви утвердил положение о Синодальной комиссии по делам монастырей
15 марта 2012 года решением Священного синода Русской православной церкви Синодальная комиссия по делам монастырей преобразована в Синодальный отдел по монастырям и монашеству.

## Состав коллегии отдела
Текущий состав (согласно официальному сайту)
- Митрополит Каширский Феогност (Гузиков) — председатель;
- Игумен Стефан (Тараканов), насельник Свято-Троицкой Сергиевой лавры, — заместитель председателя;
- Игумения Иулиания (Каледа), настоятельница Зачатьевского женского монастыря г. Москвы, — заместитель председателя;
- Митрополит Вышгородский и Чернобыльский Павел (Лебедь), наместник Свято-Успенской Киево-Печерской лавры;
- Митрополит Почаевский Владимир (Мороз), наместник Свято-Успенской Почаевской лавры;
- Митрополит Святогорский Арсений (Яковенко), наместник Свято-Успенской Святогорской лавры;
- Митрополит Астраханский и Камызякский Никон (Фомин);
- Митрополит Вологодский и Кирилловский Савва (Михеев);
- Митрополит Хабаровский и Приамурский Артемий (Снигур);
- Архиепископ Новогрудский и Слонимский Гурий (Апалько), ректор Минской духовной семинарии;
- Епископ Троицкий Панкратий (Жердев), председатель Синодальной комиссии по канонизации святых, наместник Спасо-Преображенского Валаамского ставропигиального мужского монастыря;
- Епископ Кузнецкий и Никольский Назарий (Лавриненко);
- Епископ Павлодарский и Экибастузский Варнава (Сафонов), председатель Комиссии по канонизации святых Казахстанского митрополичьего округа;
- Епископ Городецкий и Ветлужский Парамон (Голубка);
- Епископ Ейский и Тимашевский Павел (Григорьев);
- Епископ Солнечногорский Алексий (Поликарпов), викарий Святейшего Патриарха Московского и всея Руси, наместник Данилова ставропигиального мужского монастыря Москвы;
- Епископ Одинцовский Порфирий (Шутов), наместник Спасо-Преображенского Соловецкого мужского монастыря;
- Архимандрит Паисий (Чекан), наместник Вознесенского Ново-Нямецкого Кицканского мужского монастыря;
- Архимандрит Сергий (Воронков), наместник Иосифо-Волоцкого ставропигиального мужского монастыря;
- Архимандрит Феофилакт (Безукладников), наместник Воскресенского Ново-Иерусалимского ставропигиального мужского монастыря;
- Архимандрит Пимен (Адарченко)клирик Екатеринбургской епархии;
- Архимандрит Павел (Кривоногов), наместник Саввино-Сторожевского мужского ставропигиального монастыря;
- Игумен Петр (Еремеев);
- Игумен Варфоломей (Петров);
- Игумен Варлаам (Дульский), настоятель Свято-Троицкого Антониево-Сийского мужского монастыря Архангельской епархии;
- Игумен Филипп (Ельшин), насельник Свято-Троицкой Сергиевой лавры;
- Игумен Агафангел (Болдин), настоятель Успенского мужского монастыря г. Новомосковска Тульской епархии;
- Игумен Николай (Золотов), настоятель Спасо-Преображенского Авраамиева мужского монастыря г. Смоленск Смоленской епархии;
- Игумен Мелетий (Кисняшкин), настоятель Иоанно-Богословского мужского монастыря, г. Саранска Саранской епархии;
- Игумен Кронид (Лысенко), настоятель мужского монастыря в честь иконы Пресвятой Богородицы «Всех скорбящих Радость» с. Татарка Ставропольской епархии;
- Игумен Николай (Трачев), настоятель Михаило-Архангельского мужского монастыря с. Козиха Новосибирской епархии;
- Игумен Климент (Новиков), настоятель Петровского мужского монастыря, г. Ростова Великого Ярославской епархии;
- Игумен Сергий (Куксов), настоятель Давидовой пустыни поселка Новый Быт Чеховского района Московской области;
- Игумения Варвара (Третьяк), настоятельница Введенского Толгского женского монастыря;
- Игумения Евдокия (Левшук), настоятельница Полоцкого Спасо-Ефросиниевского женского монастыря;
- Игумения Елисавета (Жегалова), настоятельница Свято-Троицкого Стефано-Махрищского ставропигиального женского монастыря;
- Игумения Маргарита (Феоктистова), настоятельница Богородице-Смоленского Новодевичьего монастыря Москвы;
- Игумения Параскева (Казаку), настоятельница Параскевинского Хынковского женского монастыря в Молдове;
- Игумения Сергия (Конкова), настоятельница Свято-Троицкого Серафимо-Дивеевского женского монастыря;
- Игумения София (Силина), секретарь Синодального отдела по монастырям и монашеству, настоятельница Воскресенского Новодевичьего монастыря г. Санкт-Петербурга;
- Игумения Филарета (Калачёва), настоятельница Свято-Успенского Пюхтицкого ставропигиального женского монастыря в Эстонии;
- Игумения Викторина (Перминова), настоятельница Богородице-Рождественского ставропигиального женского монастыря Москвы;
- Игумения Олимпиада (Баранова), настоятельница Покровского Хотькова ставропигиального женского монастыря;
- Игумения Екатерина (Чайникова), настоятельница Кресто-Воздвиженского Иерусалимского ставропигиального женского монастыря;
- Игумения Мария (Солодовникова), настоятельница Борисоглебского Аносина ставропигиального женского монастыря;
- Игумения Домника (Коробейникова), настоятельница Александро-Невского Ново-Тихвинского женского монастыря г. Екатеринбурга;
- Игумения Еротиида (Гажу), настоятельница Николо-Сольбинского женского монастыря Переславской епархии;
- Игумения Варвара (Шурыгина), настоятельница Свято-Георгиевского женского монастыря Пятигорской и Черкесской епархии;
- Игумения Сергия (Щербакова), настоятельница Казанской Амвросиевской ставропигиальной женской пустыни Шамордино;
- Игумения Антония (Минина), настоятельница Свято-Троицкого Александро-Невского ставропигиального женского монастыря в с. Акатове;
- Игумения Варвара (Иванова), настоятельница Николаевского Клобукова женского монастыря г. Кашина Тверской епархии;
- Игумения Феодосия (Бессонова), настоятельница Свято-Алексиевского женского монастыря г. Саратова Саратовской епархии;
- Игумения Зинона (Деева), настоятельница Свято-Тихоновского Преображенского женского монастыря г. Задонска Липецкой епархии;
- Игумения Нина (Соколюк), настоятельница Свято-Успенского Княгинина женского монастыря г. Владимира Владимирской епархии;
- Игумения Филарета (Дорохина), настоятельница Горне-Успенского женского монастыря г. Вологды Вологодской епархии;
- Игумения Нина (Лебедева), настоятельница Знаменского женского монастыря г. Барнаула Барнаульской епархии;
- Игумения Ксения (Тарабанова), настоятельница женского монастыря во имя св. блж. Ксении Петербургской Дмитровского района Орловской области;
- Игумения Алексия (Петрова), настоятельница Серпуховского Введенского Владычнего женского монастыря;
- Игумения Парфения (Новак), настоятельница Свято-Троицкого Корецкого ставропигиального женского монастыря;
- Игумения Елисавета (Никишкина), настоятельница Иоанно-Предтеченского женского монастыря г. Москвы;
- Игумения Екатерина (Чернышева), настоятельница Горненского женского монастыря.

## Председатели
- Евлогий (Смирнов) (27 октября 1990 — 16 июля 1995)
- Алексий (Фролов) (16 июля 1995 — 5 марта 2010)
- Феогност (Гузиков) (с 5 марта 2010)